# Nicholas Corea
Nicholas John Corea (* 7. April 1943 in St. Louis, Missouri, USA; † 17. Januar 1999 in Burbank, Kalifornien, USA) war ein US-amerikanischer Drehbuchautor, Filmproduzent und Filmregisseur. Außerdem war er als Schriftsteller tätig.

## Leben
Corea diente im Rang eines Sergeant im Vietnamkrieg und wurde mit dem Purple Heart ausgezeichnet. Erst in den späten 1970ern begann er für verschiedene Fernsehserien zu arbeiten. 1974 veröffentlichte er den Roman A Cleaner Breed. Er war seit dem 4. April 1992 mit Phenelupe Rosette Corea verheiratet. Corea starb im Alter von 55 Jahren an Bauchspeicheldrüsenkrebs.

## Filmografie

### Drehbuchautor
- Der unglaubliche Hulk
- Airwolf
- Booker
- Die Rückkehr des unheimlichen Hulk
- Renegade – Gnadenlose Jagd
- Walker, Texas Ranger
- Star Trek: Deep Space Nine
- Star Trek: Raumschiff Voyager
- Der Zauberbogen

### Filmproduzent
- Der unglaubliche Hulk
- Die Rückkehr des unheimlichen Hulk
- Outlaws
- Der Zauberbogen

### Filmregisseur
- Der unglaubliche Hulk
- Airwolf
- Die Rückkehr des unheimlichen Hulk
- Der Zauberbogen

### Zusätzliches
Zwischen 1995 und 2000 – um ihn postum zu ehren, wurde Corea den Rest der Staffel im Abspann erwähnt – arbeitete er als „kreativer Berater“ an Walker, Texas Ranger.